# نظام غير مركزي

نظامان ممركز وغير ممركز

النظام غير الممركز في نظرية النظم هو نظام تعالج مكوناته منخفضة المستوى المعلومات المحلية لتحقيق الأهداف الكلية.

## الأنظمة المركزية مقابل الأنظمة اللامركزية
النظام المركزي هو النظام الذي يمارس فيه المتحكم المركزي السيطرة على مكونات النظام الأدنى للنظام بشكل مباشر أو من خلال التسلسل الهرمي للسلطة (مثل إعطاء تعليمات لمكون المستوى المتوسط لإعطاء تعليمات لمكون المستوى الأدنى)، وبالتالي فإن السلوك المعقد الذي يظهره هذا النظام هو نتيجة سيطرة المتحكم المركزي على مكونات المستوى الأدنى في النظام، بما في ذلك الإشراف النشط على مكونات المستوى الأدنى. ومن جانب آخر فإن النظام اللامركزي هو النظام الذي ينشأ فيه السلوك المعقد من خلال عمل مكونات المستوى الأدنى والتي تعمل على معلومات محلية، وليس تعليمات أي تأثير قيادي. ويعرف هذا الشكل من التحكم باسم التحكم الموزع، أو التحكم الذي يتحمل فيه كل مكون من مكونات النظام المسؤولية بالتساوي.

## الأنظمة اللامركزية والتنظيم الذاتي
ترتبط الأنظمة اللامركزية أرتباطًا وثيقًا بفكرة التنظيم الذاتي، وهي ظاهرة تنشأ فيها التفاعلات المحلية بين مكونات النظام والتنسيق لتحقيق الأهداف الكلية دون تأثير مركزي قيادي، وتنشأ القواعد التي تحدد هذه التفاعلات من المعلومات المحلية. وتتشكل هذه التفاعلات باستمرار وتعتمد على أنماط مكانية وزمانية، والتي يتم إنشاؤها من خلال ردود الفعل الإيجابية والسلبية التي توفرها التفاعلات.

## أمثلة على الأنظمة اللامركزية

### مستعمرات الحشرات

في حين أنه من السهل العثور على الأنظمة اللامركزية في الطبيعة ، إلا أنها تبدو واضحة أيضًا في جوانب المجتمع البشري مثل العديد من الأنظمة الحكومية والأقتصادية. ومن بين أشهر الأمثلة على النظام اللامركزي في الطبيعة ذلك النظام الذي تستخدمه بعض مستعمرات الحشرات. وفي هذه المستعمرات يتم توزيع السيطرة بين العوامل البيولوجية المتجانسة التي تعمل على المعلومات المحلية والتفاعلات المحلية لخلق سلوك كلي معقد بشكل جماعي. وبينما يظهر كل عضو في المستعمرة سلوكيات بسيطة بشكل فردي، يحقق مجموعة الأعضاء أهدافًا كلية والتي منها مثلاً إطعام المستعمرة عن طريق استخدام آليات ديناميكية مثل الاتصال غير الصريح. وبدون أى شكل من أشكال التحكم المركزي تحقق مستعمرات الحشرات أهدافً كلية من خلال آداء المهام المطلوبة والأستجابة للظروف المتغيرة في بيئة المستعمرة من حيث نشاط المهمة.
وعلى سبيل المثال توجه مستعمرات النمل سلوكها الكلي، من حيث البحث عن الطعام والدوريات وصيانة المستعمرة، باستخدام شبكة نابضة ومتغيرة من التفاعلات النمطية المكانية والزمانية التي تعتمد على معدل الاتصال الهوائي والاستشعار الشمي. وعلى الرغم من وجود مثل هذه التفاعلات، إلا أن النمل لا يوجه سلوك النمل الآخر، وبالتالي فليس لدية وحدة تحكم مركزية تملى ما يجب القيام به لتحقيق الأهداف الكلية.
وفي حين تحقق مستعمرات النمل أهدافًا كلية من خلال نظام لامركزي، فليس معنى ذلك أن كل مستعمرات الحشرات تتبع نفس النهج، فعلى سبيل المثال يخضع سلوك البحث عن الطعام لدى الدبابير للتنظيم والتحكم المستمر من قبل الملكة.

### أقتصاديات السوق
الأقتصاد السوقي، هو أقتصاد يتم فيه أتخاذ القرارات المتعلقة بالأستثمار وتخصيص السلع الإنتاجية بشكل أساسي من خلال الأسواق وليس من خلال خطة الإنتاج. وأقتصاديات السوق هي نظام أقتصادي لامركزي؛ لأنه لا يعمل من خلال خطة أقتصادية مركزية ترأسها هيئة حكومية، ولكنه بدلاً من ذلك يعمل من خلال التفاعلات المحلية الموزعة في السوق. والسلوك النهائي لأي أقتصاد سوق ينشأ من خلال هذه التفاعلات المحلية وليس نتيجة مباشرة لمجموعة من التعليمات أو التنظيمات التي تصدرها هيئة مركزية.

## الروبوتات والذكاء الأصطناعي

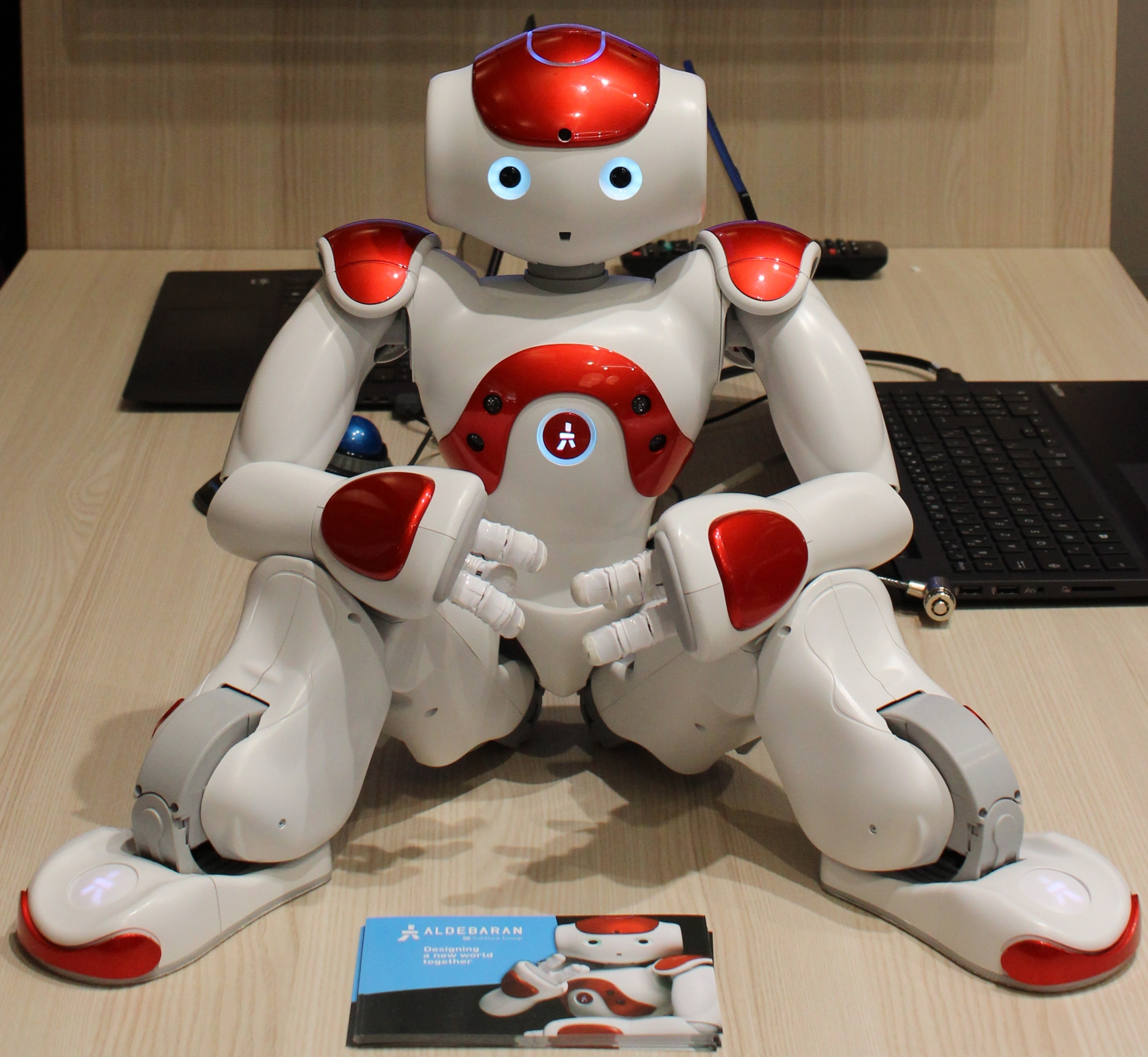

إن نجاح روبوتات رودني بروكس (القائمة على السلوك) في التصرف في العالم الحقيقي المتغير بشكل لا يمكن التنبؤ به، دفع بالعديد من الباحثين في مجال الذكاء الأصطناعي إلى التحول من الهندسة المعمارية الرمزية المخططة والمركزية إلى دراسة الذكاء بوصفه منتج ناشئ عن تفاعلات بسيطة. وهذا يعكس بالتالي تحولاً عامًا من تطبيق نظام مركزي في علم الروبوتات إلى تطبيق نظام أكثر لامركزية يعتمد على التفاعلات المحلية.